# Acacia cuspidifolia
Acacia cuspidifolia är en ärtväxtart som beskrevs av Bruce R. Maslin. Acacia cuspidifolia ingår i släktet akacior, och familjen ärtväxter. Inga underarter finns listade i Catalogue of Life.